# Нойкирх, Карл
Карл Нойкирх (нем. Karl Neukirch; 3 ноября 1864, Берлин — 26 июня 1941, Берлин) — немецкий гимнаст, дважды чемпион летних Олимпийских игр 1896.
Нойкирх стал победителем вместе со своей немецкой сборной по гимнастике в соревнованиях на брусьях и перекладине. Он также участвовал в индивидуальных упражнениях по опорному прыжку, коню, перекладине и параллельных брусьях, не занял ни одного призового места.